# 湖南镇 (福州市)
湖南镇是中国福建省福州市长乐区下辖的一个镇。

## 行政区划
湖南镇共辖10个村委会，分别是：
湖南新城区、湖滨村、仙富村、西宅村、仙宅村、蔡宅村、闽沙村、闽鹏村、鹏陈村、鹏谢村、大鹤村。